# Neoschoenobia
Neoschoenobia is een geslacht van vlinders van de familie van de grasmotten (Crambidae), uit de onderfamilie van de Acentropinae. De wetenschappelijke naam en de beschrijving van dit geslacht zijn voor het eerst gepubliceerd in 1900 door George Francis Hampson.

## Soorten
- Neoschoenobia caustodes (Meyrick, 1934)
- Neoschoenobia pandora (Meyrick, 1910)
- Neoschoenobia testacealis Hampson, 1900